# 소나르 페스티벌
소나르 페스티벌(Sónar Festival)은 매년 스페인 바르셀로나에서 열리는 전자음악, 미디어아트 페스티벌이다.
'진보적 음악과 멀티미디어 아트 페스티벌(Festival of Advanced Music and Multimedia Arts)'라는 타이틀에 걸맞게 음악 공연뿐만 아니라 다양한 쇼케이스, 세미나, 미디어아트 전시를 망라하는 컨셉으로 주목받고 있다. 소나르는 크게 '소나르 바이 데이(Sónar by Day)'와 '소나르 바이 나이트(Sónar by Night)'로 구분된다. 소나르 바이 데이는 대규모 전시장인 '피라 몬주익(Fira Montjuic)'에서 혁신적인 공연뿐만 아니라 각종 쇼케이스, 미디어 전시, 아티스트톡 등을 선보이며, 특히 '소나르+D(Sónar+D)'라는 별도의 크리에이티브 & 테크놀로지 컨퍼런스가 개최된다. 소나르 바이 나이트는 '피라 그랑 비아 드 로피탈레트(Fira Gran Via de L'Hopitalet)'에서 진행되며, 세계적인 뮤지션들이 출연하는 공연과 파티를 경험할 수 있는 시간이다. 1994년에 엔릭 팔라우(Enric Palau), 세르지오 카발레로(Sergio Caballero), 리차드 로블레스(Richard Robles)가 공동 창설하였다.

## 역사
소나르는 1994년에 음악 저널리스트 리차드 로블레스(Richard Robles)와 뮤지션, 비주얼 아티스트인 엔릭 팔라우(Enric Palau), 세르지오 카발레로(Sergio Caballero)가 공동 창설하였다. 1회 소나르부터 레코드 페어와 테크놀로지 페어를 개최하였으며 이는 '소나르 프로(Sónar Pro)'와 '소나르+D(Sónar +D)'의 전신이 된다. 로랑 가르니에(Laurent Garnier), 스벤 바스(Sven Väth)등의 뮤지션과 6,000여명의 관객이 참석하였다. 그 후 3년동안 소나르는 급격히 성장하여 1996년 3회 소나르에는 1회보다 세배 증가한 18,000여명이 참석하였으며, 리치 호튼(Richie Hawtin), 제프 밀스(Jeff Mills), 오비탈(Orbital) 등이 공연을 선보였다.
1997년은 소나르의 성장을 위한 전환점이었다. 더 많은 인원을 수용하기 위해 장소를 옮겼고 다프트펑크(Daft Punk), 크라프트베르크(Kraftwerk)등 유명뮤지션들이 참여하였으며, 관객 또한 28,000여명으로 증가했다. 이후 성장을 거듭하여 2000년에는 58,000여명의 관객이 참여하였고 158개의 스페인 언론과 185개의 국제언론에 의해 보도되었다. 그 동안 스퀘어푸셔(Squarepusher), 페네즈(Fennesz)등 혁신적인 뮤지션들이 소나르 바이 데이에서 공연을 선보였다.
2001년 소나르 바이 나이트는 현재 사용하는 장소인 피라 그랑 비아 드 로피탈레트(Fira Gran Via de L'Hopitalet)로 장소를 옮겼는데 이는 더 큰 규모의 시청각 디스플레이를 갖춘 공연을 가능케했다. 이로 인해 비요크(Björk) (2002), 비스티보이즈(Beastie Boys) (2007), 펫숍보이즈(Pet Shop Boys) (2002), 케미컬브라더스(Chemical Brothers) (2005) 등 소나르의 역사에 남을 공연들이 펼쳐졌다. 이 공연들은 모두 소나르 바이 나이트의 메인 스테이지인 '소나르클럽(Sónar Club)'에서 진행되었고, 그 외에도 '소나르 랩(Sónar Lab)', '소나르 펍(Sónar Pub)', '소나르 카(Sónar Car)', '소나르 파크(Sónar Park)'등 다양한 무대를 갖추게 되었다. 소나르 바이 데이의 규모도 계속해서 확대되었는데, 설치미술 중심의 '소나르 마티카(Sónar Mática), 세미나 및 체험활동 위주의 '소나르 프로(Sónar Pro)', 영화가 상영되는 '소나르 시네마(Sónar Cinema)', 다양한 전시회가 진행되는 '소나라마(Sónarama)'등의 구역으로 세분화되었다. 이러한 음악외 분야는 2010년에 소나르 프로로 통합되었고, 2013년에 현재 장소인 피라 몬주익(Fira Montjuic)에 정착하면서 소나르+D로 발전하였다. 또한 '바르셀로나 섬머 페스티벌(GREC Festival), '바르셀로나 심포니/카탈루냐 국립 오케스트라(Barcelona Symphony and Catalonia National Ochestra)' 등 외부 단위와의 협업이 진행되었다. 한편 2015년 기준으로 참여 관객은 119,000명으로 증가하였다.

## 소나르와 멀티미디어 아트
소나르는 전자음악과 다양한 분야의 멀티미디어 기술, 예술의 화합을 이루기 위한 시도를 계속해왔다. 디렉터 엔릭 팔라우에 따르면 음악과 예술이 결합할 때 가지는 잠재력을 바탕으로 뿔뿔이 흩어져 있던 일렉트로닉 뮤직과 아트 신을 하나로 모으는 것이 소나르를 기획하게 된 배경이었다. 초창기에는 기술적인 내용을 포함하는 레코드 페어를 진행했는데 이는 훗날 '소나르 프로'의 전신이 되었고, 비디오 아트 전시와 설치미술 전시 또한 진행하였는데 이는 각각 '소나르 시네마'와 '소나르 마티카'로 발전하게 되었다.
1999년에 소나르 시네마는 단편영화, 다큐멘터리, 비디오 아트 작업물을 선보이는 형태로 진화하였다. 2002년 '소나라마'라는 전시구역이 신설되었는데, 이 곳에서는 실험적인 사운드 아트와 오디오비주얼 작업물들이 전시되었다. 크리스찬 마클레이(Christian Marclay), 프란시스코 로페즈(Francisco Lopez), 토마스 쾨너(Thomas Köner) 등의 미디어 아티스트들이 소나라마에서 전시를 진행했다.
2010년에 이러한 음악외 분야의 이벤트들이 소나르 프로로 통합되었고, 2013년에 '소나르+D'라는 새로운 이름으로 개편되었다.

## 소나르+D
소나르+D(Sónar+D)는 소나르 바이 데이와 함께 진행되는 독립적인 성격의 크리에이티브&테크놀로지 컨퍼런스이다. 아티스트뿐만 아니라 기획사, 스튜디오, 아카데미, 디지털 업계 회사들이 참여하여 마켓, 경연, 미팅, 워크숍, 전시, 강연 등 다양한 활동이 이루어지는 일종의 비즈니스 장이자 상호교류가 이루어지는 허브의 역할을 하고 있다. 2015년 소나르+D에는 3900여명의 전문가와 59개국에서 2000여개의 기업, 100여명의 해커들이 참가하였다. 스타트업 경연에는 50개 기업이 후보로 참여하였고, 33번의 강연이 진행되었으며, 21개 부스가 사업적 목표로 개설되었다. 주최측은 종사자들 사이에서 500번 정도의 네트워킹이 이루어졌을 것으로 추산하고 있다.

## 소나르 국제화
소나르는 2002년 영국 런던(London)에 진출한 것을 시작으로 2016년까지 전 세계 20여개의 도시에서 소나르의 이름으로 50여개의 이벤트를 진행하였다. 디렉터인 엔릭 팔라우는 지역을 대표하는 주요 인물과 새롭게 떠오르는 인재를 발굴하며 소나르의 정신을 알리는 것이 소나르 국제화의 목표라고 전했다.
다음은 소나르가 진출한 도시들이다. : 레이캬비크, 도쿄, 상파울로, 런던, 리스본, 뇌샤텔(스위스), 함부르크, 로마, 리옹, 과달라하라, 부에노스아이레스, 서울, 프랑크푸르트, 워싱턴DC, 뉴욕, 시카고, 케이프타운, 토론토, 덴버, 오클랜드, 보스턴, 몬트리올, 로스앤젤레스, 오사카.
다음은 2017년 소나르가 진출할 도시들이다. : 레이캬비크, 이스탄불, 스톡홀름, 홍콩.

## 지역 경제 활성화
소나르는 23년 동안 바르셀로나에서 진행되면서 지역 경제 활성화에 기여하고 있다. 2015년 소나르의 경우, 카탈루냐 GDP에 7200만유로에 달하는 수익을 안겼다. 이는 소나르로 인해 활성화된 관광수입을 포함하는 것이다. 또한 바르셀로나가 과학기술과 예술, 창의력이 풍성한 도시의 이미지를 구축하는데 지속적인 영향을 끼치고 있다. 디렉터 엔릭 팔라우는 소나르가 안토니 가우디(Antoni Gaudi), 호안 미로(Joan Miró)로 대표되는 바르셀로나의 창의적인 정신을 따르고 있다면서 지역사회와의 상생을 강조했다.

## 라인업
다음은 최근 5년간 라인업의 일부를 서술한 것이다.
| 연도 | 라인업 |
| ---- | --- |
| 2016 | 뉴오더, 리치 호튼, 팻보이 슬림, 장미셸 자르, 로랑 가르니에, 제임스 블레이크, 플룸, 보이즈 노이즈, 스켑타, 포 텟, 에드뱅어 레코즈, 케이트 라나다, 코드 나인, 클럽 쉐발     |
| 2015 | 케미컬 브라더스, 스크릴렉스, 로랑 가르니에, 듀란 듀란, 에이셉 라키, FKA 트위그스, 플라잉 로터스, 로이진 머피, 제이미엑스엑스, 허드슨 모호크, 알 엘그라임, 스켑타          |
| 2014 | 매시브 어택, 리치 호튼, 플라스틱 맨, 로익 솝, 루디멘털, 카리부, 보이즈 노이즈, 보노보, 포 텟, 모더라트, 투매니디 제이스, 게사펠슈타인, 존 홉킨스, 원 오트릭스 포인트 네버 |
| 2013 | 크라프트베르크(3D 쇼), 펫 숍 보이스, 스크릴렉스, 에드뱅어 레코즈, 리치 호튼, 로랑 가르니에, 투매니디 제이스, 메이저 레이저, 저스티스, 폴 칼크브레너, 세스트 록슬러        |
| 2012 | 뉴 오더, 더 루츠, 팻보이 슬림, 데드마우스, 핫 칩, 리치 호튼, 라나 델 레이, 제임스 블레이크, 플라잉 로터스, 스퀘어 푸셔, 니콜라스 자, 로랑 가르니에, 코드나인              |